# Wang Huifeng
Wang Huifeng (chiń. 王会凤 ur. 24 stycznia 1968 w Hangu) – chińska florecistka, srebrna medalistka olimpijska.
Na igrzyskach olimpijskich w Barcelonie w 1992 roku wywalczyła srebrny medal w rywalizacji indywidualnej, przegrywając w finale z Włoszką Giovanną Trillini 1:2. Na tej samej imprezie zajęła szóste miejsce w zawodach drużynowych. Brała również udział w igrzyskach olimpijskich w Atlancie w 1996 roku, zajmując 7. miejsce drużynowo i 29. indywidualnie.
Ponadto wywalczyła trzy medale na igrzyskach azjatyckich: złote drużynowo na igrzyskach azjatyckich w Pekinie (1990) i igrzyskach azjatyckich w Hiroszimie (1994) oraz srebrny w tej konkurencji podczas igrzysk azjatyckich w Bangkoku (1998).